# Juan Segura Palomares
Juan Segura Palomares, conegut per amics i companys samb el sobrenom de Palo (Barcelona, 26 de gener de 1931 - Barcelona, 25 de novembre de 2018) va ser un escriptor i periodista i escriptor català.
Abans de convertir-se en periodista va voler ser actor, arribant a figurar en la companyia d'Alejandro Ulloa. Després va passar a la d'Antonio Vico i de tornada amb Ulloa va estar en el repartiment del Don Joan representat al Teatre Borràs. D'aquesta època data la seva gran amistat i llarga relació amb Mario Cabré. Com a periodista, després de passar per l'Escola Oficial de Periodisme de Barcelona, inicià la seva llarga singladura en la major part de les capçaleres de la premsa barcelonina, escrivint a La Prensa, Solidaridad Nacional, Tele/eXpres, Noticiero Universal i Diari de Barcelona. D'aquest darrer, en fou el director, i també ho fou de Barcelona Deportiva. Va estar en els inicis de Radio Juventud, i també participà en el primer Saló Nàutic de Barcelona com a cap de premsa. Es va interessar pel conflicte del Sàhara i va escriure El Sáhara, razones de una sinrazón. També participà molt fugaçment en política, participant en la gènesi de Concòrdia Catalana, amb Joan Antoni Samaranch. Pioner en l'estudi i la difusió de la història del Reial Club Deportiu Espanyol (RCDE), el 1974 publicà Historia del Real Club Deportivo Español i l'any 2000 Cien años de historia del RCD Espanyol de Barcelona. Fou l'autor de l'himne del club, un himne que es va presentar el 14 de novembre de 1999 a l'Estadi Olímpic Lluís Companys durant l'acte inaugural dels 100 anys blanc i blaus. Fou assessor personal de premsa de Joan Vilà Reyes, expresident del club espanyolista. També exercí com a director de comunicació del RCDE durant els mandats dels presidents Manuel Meler, Antoni Baró i Francesc Perelló i Picchi. Formà part de la comissió del centenari de l'entitat blanc-i-blava. Col·laborà en diversos mitjans com el diari Mundo Deportivo. El 2013 fou homenatjat pel RCDE.
El 2019 l'auditori del RCDE Stadium es va batejar oficialment amb el nom de Juan Segura Palomares.